# Тиличо (озеро)
Озеро Тиличо (непальск. तिलिचो) — высокогорное каровое озеро в Непале. Расположено в центральных Гималаях на высоте 4919 м над уровнем моря у северного склона пика Тиличо (7134 м).

## География
Озеро Тиличо расположено в северо-западной части горного массива Аннапурна. Над юго-западным берегом озера более чем на 2000 м возвышается покрытый снегом и льдом склон пика Тиличо.
Озеро Тиличо имеет вытянутую с северо-запада на юго-восток форму, длина озера — 4 км, ширина — около 1 км. Озеро пополняется талыми водами ледника пика Тиличо. На поверхности озера часто видны небольшие айсберги, отколовшиеся от ледника. С декабря по май озеро Тиличо покрыто льдом.
Участок берега под пиком Тиличо считается опасным из-за схода лавин.

## Флора и фауна
Единственная форма жизни, обнаруженная в водах озера Тиличо, — планктон. В районе озера можно встретить ирбисов и нахуров.

## Туризм
Берега озера Тиличо посещаются туристами, путешествующими по пешему маршруту «Трек вокруг Аннапурны». Озеро находится в стороне от тропы основного маршрута, но несмотря на это, походы к озеру пользуются популярностью у любителей горного туризма. На южном берегу озера построен чайный домик, работающий в туристический сезон.
Существуют два пути к озеру Тиличо: с востока из деревни Мананг (большинство туристов пользуется этим путём) или с запада из города Джомсом (более сложный маршрут, рекомендуется лишь опытным туристам).

### Маршрут из Мананга
От деревни Мананг (высота 3500 м) маршрут ведёт в западном направлении до деревни Кхангсар (3750 м), и, далее, по ущелью реки Марсъянди-Кхола до базового лагеря Тиличо (4150 м), к которому можно пройти одной из трёх троп:
- тропа вдоль берега реки — проходит по нижней части ущелья вдоль самого берега реки Марсъянди-Кхола, заканчивается подъёмом к базовому лагерю Тиличо. Тропа малоизвестна, так как периодически уничтожается оползнями[4] и во многих источниках информации не упоминается
- «нижняя тропа» (в некоторых источниках эту тропу называют «средней», а тропу вдоль берега реки — «нижней») — не имеет резких перепадов высот, на пути расположен небольшой населённый пункт Шри-Кхарка (3900 м), в гостевых домах которого туристы могут остановиться на ночлег. Перед базовым лагерем Тиличо на тропе имеются участки, проходящие по осыпям, где возможно скатывание сверху камней, сместившихся от изменения объёма при нагреве солнцем, либо сдвинутых ветром или животными. Большинство падающих камней имеет небольшой размер (примерно с кулак), но так как они катятся по склону со значительной высоты, то могут представлять опасность для идущих по тропе людей[5]. На таких участках тропы следует соблюдать особую осторожность
- «верхняя тропа» — проходит на высоте более 4700 м. Этот путь позволяет избежать осыпей, но требует от туристов большей выносливости. На этой тропе выше вероятность наличия снега и льда

По состоянию на 2015 год туристический центр Мананга рекомендует пользоваться «нижней тропой». «Верхняя тропа» отмечена как закрытая.
Путь от деревни Мананг до базового лагеря Тиличо по «нижней тропе» занимает около 6—7 часов. Базовый лагерь состоит из нескольких гостевых домов, предлагающих туристам ночлег и пищу. От лагеря начинается подъём, ведущий к берегам озера, продолжительость подъёма — 2.5—3 часа.

### Маршрут из Джомсома
Путь к озеру Тиличо из города Джомсом проходит через перевал Месоканто-Ла (5100 м). Маршрут предполагает ночёвки в палатках и требует наличия бивачного снаряжения.
В окрестностях Джомсома имеются территории, занятые армейскими частями, где запрещено пребывание посторонних, поэтому необходимо планировать маршрут так, чтобы избегать заходов в эти зоны.

## Высокогорный дайвинг
24—26 сентября 2000 года группа российских дайверов выполнила ряд погружений в озере Тиличо. Максимальная глубина погружений составила 26 м. По данным российских дайверов, а также польской экспедиции 2007 года, глубина озера может достигать 150 м, подтверждённая глубина — 75 м.

## Галерея

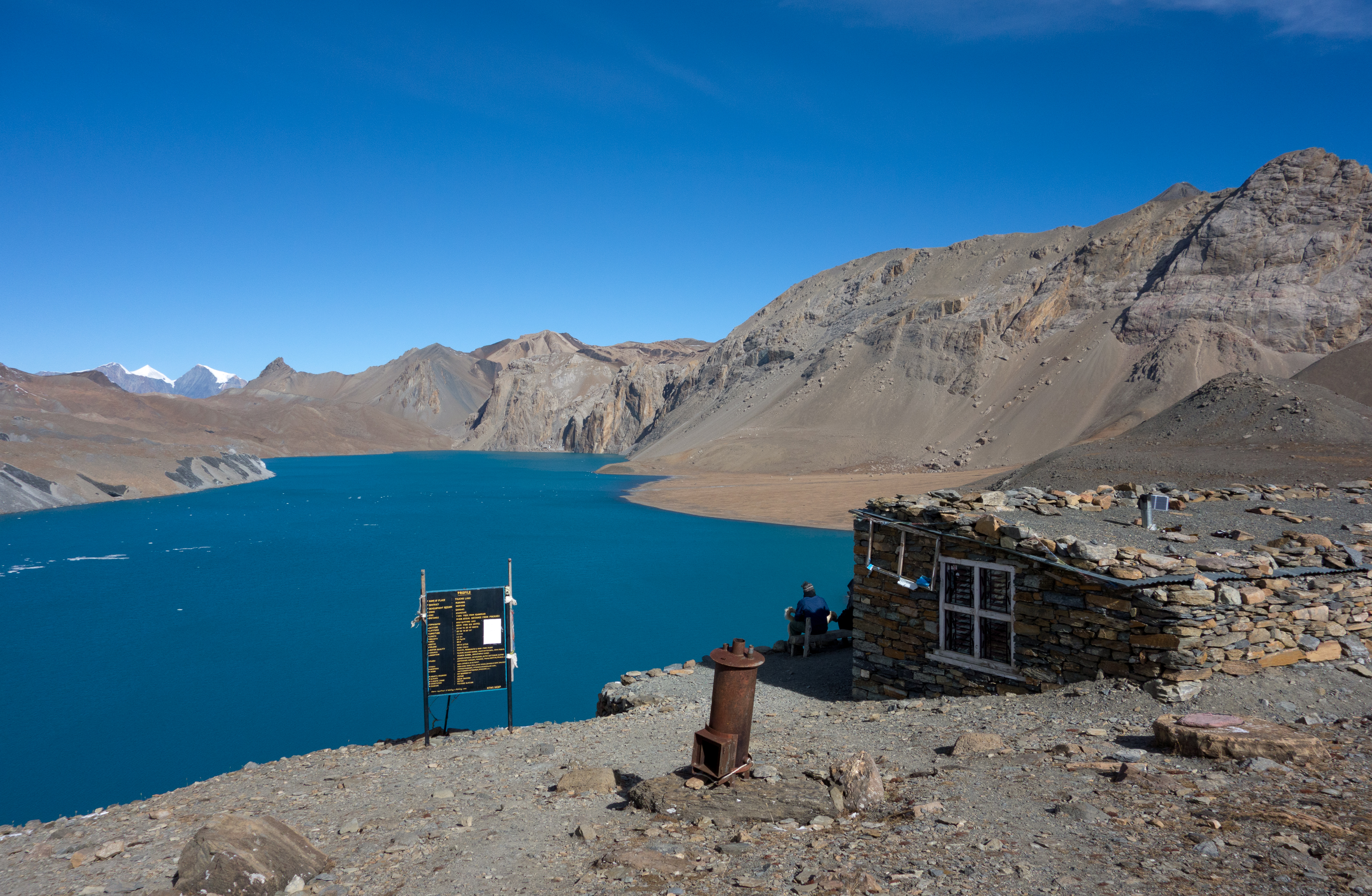
Чайный домик на берегу озера Тиличо
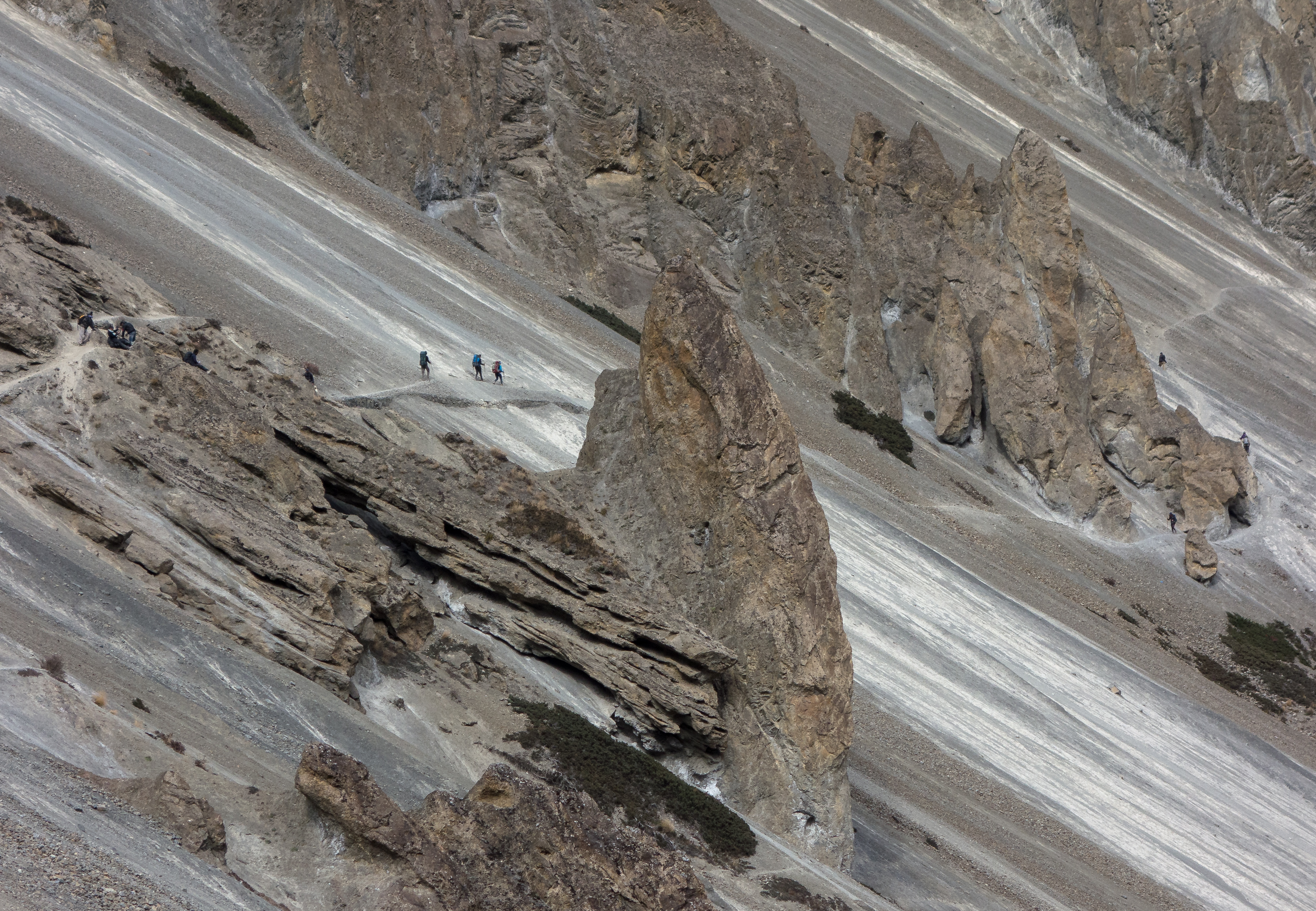
Один из участков с осыпями на «нижней тропе»
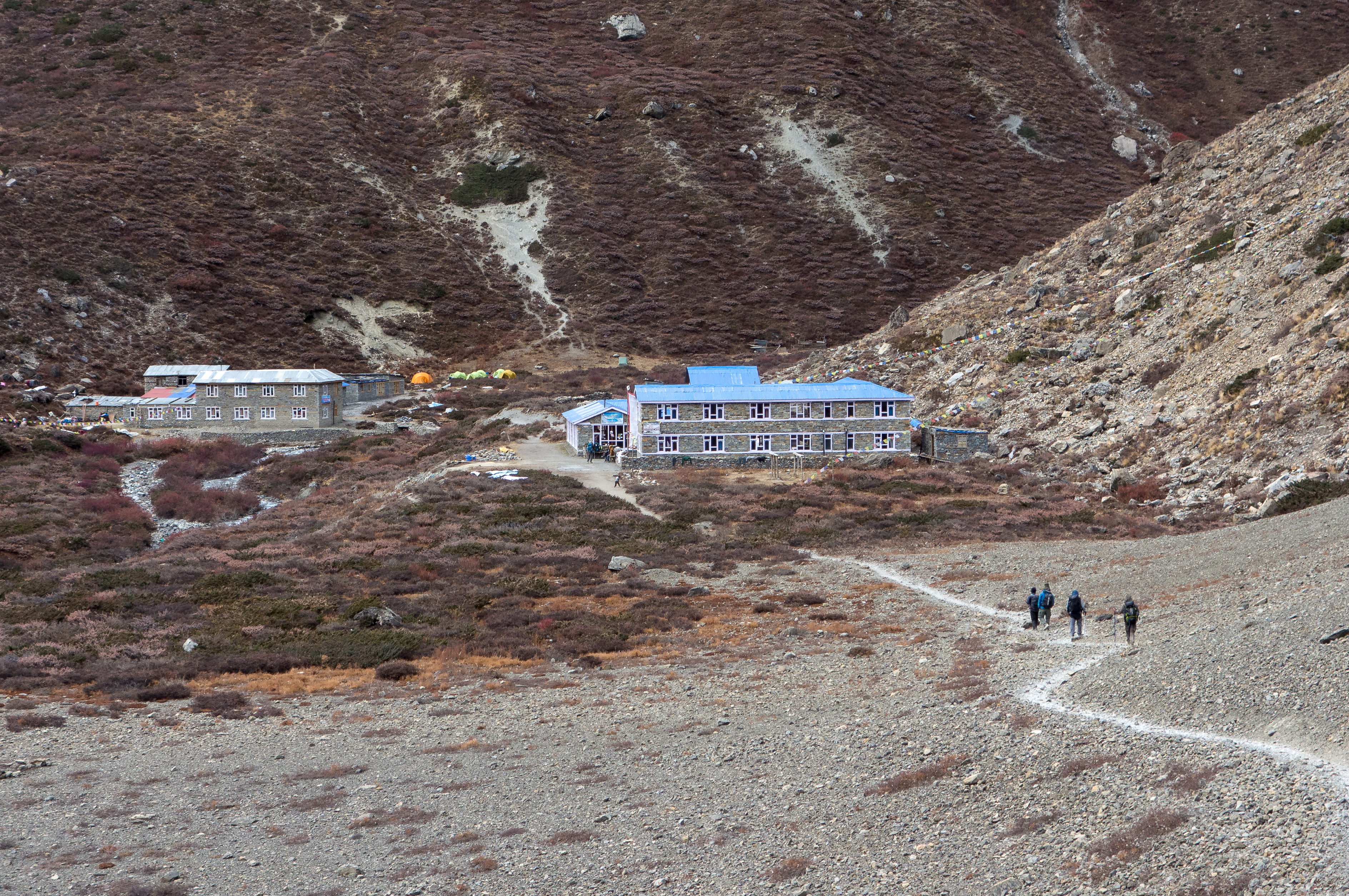
Базовый лагерь Тиличо